# Telegraf (bułgarski dziennik)
Telegraf (bułg. Телеграф) – bułgarski dziennik wydawany w Sofii. Został założony w 2002 roku jako „Wiż” (Виж). W 2005 roku zmienił nazwę na „Telegraf”.